# Francuski Komitet Wyzwolenia Narodowego

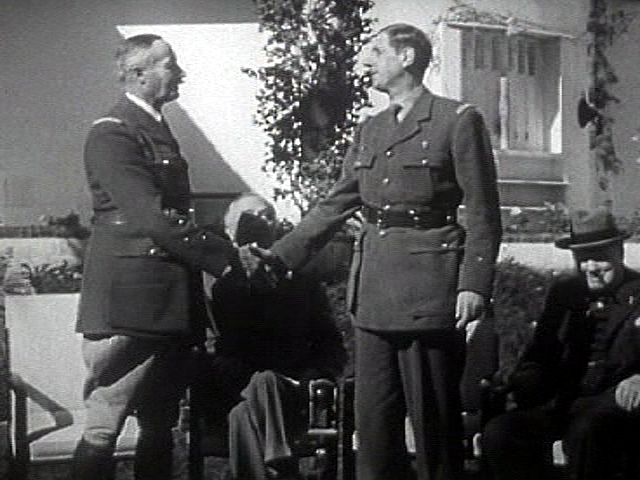
Henri Giraud i Charles de Gaulle na konferencji w Casablance w styczniu 1943

Francuski Komitet Wyzwolenia Narodowego (fr. Comité français de Libération nationale, CFLN) – samozwańczy (nieprzewidziany w konstytucji z 1875), tymczasowy organ władzy wykonawczej w Wolnej Francji, utworzony przez generałów Henriego Girauda i Charles’a de Gaulle’a do kierowania, organizowania i koordynowania działań zmierzających do wyzwolenia Francji spod okupacji nazistowskich Niemiec.

## Historia
Komitet powstał w Algierze 3 czerwca 1943, a 9 listopada przeszedł pod wyłączne przywództwo de Gaulle’a. Komitet podważył legalność władzy rządu Vichy i zjednoczył wszystkie francuskie siły, które walczyły przeciw Niemcom, głównie Wolnych Francuzów de Gaulle’a i siły Girauda w Afryce Północnej. Przez aliantów był uważany za reprezentację Francji na arenie międzynarodowej. Komitet uległ likwidacji w czerwcu 1944, w wyniku przekształcenia w Rząd Tymczasowy Republiki Francuskiej pod kierownictwem de Gaulle’a.
Uważany jest za archetyp nazwy Polskiego Komitetu Wyzwolenia Narodowego.